# Odontoptila brunnea
Odontoptila brunnea là một loài bướm đêm trong họ Geometridae.